# Ferwert

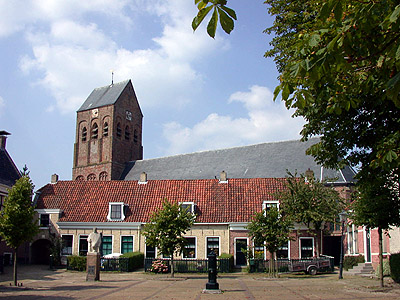
Kirche von Ferwert

Ferwert (niederländisch Ferwerd) ist ein Dorf in der niederländischen Gemeinde Noardeast-Fryslân (bis 2018 Ferwerderadiel), Provinz Fryslân.
Ferwert hat 1.830 Einwohner (Stand: 1. Januar 2024). Unweit von Ferwert liegt das Warftdorf (Terpdorp) Hegebeintum.

## Persönlichkeiten
- Gerard Heymans (1857–1930), Philosoph
- Trinus Riemersma (* 17. Mai 1938), friesischer Autor